# Državna cesta D51
D51 je državna cesta u Hrvatskoj. Ukupna duljina iznosi 50,3 km.